# مؤسسه ایمنی کشور چین
سی انکپ یا سی ان سی ای پی (به انگلیسی: C-NCAP) که مخفف China New Car Assessment programme می‌باشد، مؤسسه ایمنی چین است که در سال ۲۰۰۶ تأسیس شد. از سال ۲۰۰۶ به بعد خودروسازان چینی موظف به تست ایمنی خودروهایشان در این مؤسسه شدند. همچنین آنها در تبلیغات خودروهایشان از ستاره‌های دریافت شده استفاده می‌کردند.
این مؤسسه چندین نوع تست روی خودروها انجام می‌دهد که عبارت اند از:
- تصادف از جلو ۱۰۰٪ (سرعت بین ۵۰ تا ۶۴ کیلومتر بر ساعت)
- تصادف از بغل خودرو (تست جانبی)
- تست مقاومت سقف
- تست کمربند خودرو
- تست تصادف از جلو ۴۰٪ (سرعت بین ۵۰ تا ۶۴ کیلومتر بر ساعت)
- محافظت از بزرگسالان، کودکان و عابر پیاده
- برخورد میله از کنار[۲]

و…

## علت انجام این تست‌ها
سالانه ۶ میلیون نفر بر اثر تصادفات جاده ای جان خود را از دست می‌دهند و ۲۰٪ این‌ها مستقیماً مربوط به ایمنی خودروها می‌شود. به همین دلیل این ضرورت ایجاد شد که باید خودروها را مورد آزمایش‌های ایمنی قرار دهند تا از میزان مرگ و میر ناشی از تصادف کاسته شود.